# ولادو شولا
ولادو شولا (انگلیسی: Vlado Šola؛ زادهٔ ۱۶ نوامبر ۱۹۶۸) بازیکن سابق و مربی هندبال اهل کرواسی است.